# Counter-Strike 2
Counter-Strike 2 es un videojuego de disparos táctico en primera persona multijugador de 2023 desarrollado y publicado por Valve. Es la quinta entrega principal de la serie Counter-Strike. Desarrollado como una versión actualizada de la entrada principal anterior, Counter-Strike: Global Offensive (2012), se anunció el 22 de marzo de 2023 y se lanzó el 27 de septiembre de 2023, reemplazando a Global Offensive en Steam.
Al igual que su predecesor, el juego enfrenta a dos equipos, los antiterroristas y los terroristas, en varios modos de juego basados en objetivos. Counter-Strike 2 presenta importantes mejoras técnicas con respecto a Global Offensive, incluido un cambio del motor de juego Source a Source 2, gráficos mejorados y una nueva arquitectura de servidor. Además, muchos mapas de Global Offensive se actualizaron para utilizar las funciones de Source 2, y algunos mapas recibieron revisiones completas.
Tras su lanzamiento, Counter-Strike 2 recibió críticas generalmente favorables de los críticos. Por el contrario, la recepción de los jugadores fue mixta; Las críticas se dirigieron a la eliminación de Global Offensive de Steam, la degradación del rendimiento del juego y la eliminación de varias características que habían estado presentes en Global Offensive. Como resultado, Counter-Strike 2 recibió miles de críticas negativas de usuarios en Steam, lo que lo convirtió en uno de los títulos de Valve con la calificación más baja en la plataforma.

## Jugabilidad
Al igual que los juegos anteriores de la serie, Counter-Strike 2 es un shooter táctico multijugador en primera persona, donde dos equipos compiten para completar diferentes objetivos, según el modo de juego seleccionado. Los jugadores se dividen en dos equipos, los antiterroristas (CT) y los terroristas (T). La mayoría de los modos de juego se dividen en varias rondas y, entre rondas, los jugadores pueden comprar diferentes armas y equipos para usar. En la mayoría de los modos de juego, los jugadores tienen una sola vida por ronda y, si mueren, no podrán jugar hasta el comienzo de la siguiente ronda. En caso de que se agote el tiempo de la ronda, el equipo que no cumplió sus objetivos pierde por eliminación.
El juego tiene seis modos de juego diferentes en los que los jugadores pueden competir: Competitivo, Premier, Casual, Wingman, Deathmatch y Rehenes.
- Competitivo: El modo principal del juego, enfrenta dos equipos de cinco (es decir, 5 contra 5) entre sí, con el objetivo de los terroristas de colocar un explosivo C4 en uno de los dos sitios de bombas en un mapa o matar a todos los antiterroristas, y el objetivo de los antiterroristas es matar a todos los terroristas o desactivar el explosivo. El equipo que complete sus objetivos ganará la ronda y obtendrá un punto. Se pueden jugar un total de 24 rondas en cada partido, ganando el primer equipo que llegue a 13.
- Premier: Se juega de manera similar a Competitivo, pero en lugar de permitir que los jugadores hagan cola en el mapa que deseen, Premier se basa en un sistema de votación y prohibición de mapas en el que participan los jugadores. También sigue un sistema de clasificación mediante el cual, en lugar del sistema de clasificación anterior, los jugadores reciben una calificación numérica basada en su desempeño y, además, ahora hay tablas de clasificación globales/regionales. El sistema de clasificación anterior todavía existe en el modo Competitivo, sin embargo, las clasificaciones ahora se determinan por mapa.
- Casual: es un modo que se juega de manera idéntica a Competitivo, pero sin los sistemas de clasificación de Competitivo y Premier; el número de jugadores también se duplica de 5 contra 5 a 10 contra 10.
- Wingman: Coloca solo dos jugadores en cada equipo y presenta solo un sitio de bomba, y el primer equipo en alcanzar nueve puntos gana.
- Deathmatch: Coloca a los jugadores en un mapa sin equipos, con el único objetivo de obtener la mayor cantidad de bajas antes de que termine la ronda.
- Rehenes: Este modo pone a los terroristas al mando de un grupo de rehenes, que los antiterroristas deben salvar del cautiverio, al llevarlos a la base CT.

La Carrera de Armamentos se juega de manera muy diferente a otros modos, sin menú para comprar armas ni sistema monetario. En cambio, cada dos bajas que obtenga un jugador se le otorgará un arma completamente diferente, repitiendo esto hasta que los jugadores finalmente obtengan un cuchillo dorado. El primer jugador que mate a alguien con dicho cuchillo dorado, gana la partida.

## Desarrollo
Counter-Strike 2 se desarrolló con el motor de juego Source 2 como una actualización de Counter-Strike: Global Offensive (2012), y se actualizaron varios aspectos de Global Offensive para utilizar las funciones del nuevo motor. Es la primera entrada de la serie Counter-Strike en más de diez años. Además de los cambios en el motor, el juego se desarrolló junto con una nueva arquitectura de servidor, lo que permite un juego de "subtick" que se sincroniza con la entrada del jugador. Las nuevas mecánicas de juego incluyen "físicas del humo", una característica en la que el humo generado por una granada de humo se puede alterar mediante granadas de mano o disparos. Además, el juego cuenta con un sistema de carga de armas revisado, que solo permite a los jugadores llevar cinco pistolas, cinco armas de "nivel medio" (es decir, metralletas y escopetas) y cinco rifles a una partida, para un total de quince armas.
Muchos mapas de Global Offensive recibieron actualizaciones para aprovechar las características de Source 2, incluida nueva iluminación y texturas mejoradas. Valve creó tres grupos diferentes para colocar mapas al reconstruirlos: "Touchstone" para mapas que no cambiaron su diseño (por ejemplo, Dust II), "Actualizaciones" para mapas con actualizaciones gráficas a gran escala con las características de Source 2 (por ejemplo, Nuke) y "Revisiones" para mapas reconstruidos desde cero (por ejemplo, Inferno). Además, todos los artículos cosméticos de Global Offensive se transfirieron a Counter-Strike 2.  

### Música
Mike Morasky de Valve compuso la música del juego, después de escribir previamente la música para varios otros juegos de Valve, incluidos Half-Life: Alyx, Portal 2, y Team Fortress 2. La banda sonora de Counter-Strike 2 fue lanzada en plataformas digitales por Ipecac Recordings el 1 de noviembre de 2023.

## Lanzamiento
Tras los rumores de una actualización de Source 2 para Global Offensive a principios de ese mes, Counter-Strike 2 se anunció oficialmente en marzo de 2023, y se publicaron tres videos que demuestran los cambios realizados en Global Offensive. Más tarde ese día, se lanzó una versión beta de Counter-Strike 2, conocida como "Prueba limitada", para jugadores seleccionados como una actualización para Global Offensive. A lo largo de la existencia de la prueba limitada, con el tiempo se lanzaron mapas mejorados y nuevos aspectos del juego. El 1 de septiembre de 2023, la prueba limitada se lanzó para todos los que compraron Global Offensive antes de que se convirtiera en un juego gratuito en 2018 y estuvieran activos en el emparejamiento competitivo.
Counter-Strike 2 se lanzó al público el 27 de septiembre de 2023, reemplazando a Global Offensive en Steam. Esto dio de baja completamente a Global Offensive, con la excepción de los servidores comunitarios accesibles a través de una rama "heredada" de Global Offensive y la versión descontinuada hace mucho tiempo para Xbox 360. Se eliminaron varias características de Global Offensive, como los modos de juego "Carrera Armamentística" y "Danger Zone", y se eliminaron los 167 logros del juego. Además de esto, sólo se incluyeron diez mapas en el lanzamiento. Adicionalmente, se suspendió la compatibilidad con el sistema operativo macOS y configuraciones de hardware más antiguas, incluidos DirectX 9 y los sistemas operativos de 32 bits, por lo que las futuras actualizaciones de Counter-Strike 2 se lanzarán solo en sistemas Windows y Linux de 64 bits.

### Monetización
Al igual que Global Offensive, Counter-Strike 2 emplea un modelo de juego free-to-play; los jugadores pueden acceder a la mayoría de los contenidos del juego sin pagar una tarifa inicial, con la excepción del modo de juego Premier, para cuyo acceso es necesario comprar una mejora de Estatus Prime. Los jugadores que elijan comprar la mejora "Prime" también obtendrán acceso a un "paquete de ayuda" semanal, que conseguirán al obtener puntos de experiencia y subir de nivel su perfil dentro de un sistema de niveles exclusivo de Prime. Al obtener un paquete de ayuda, los jugadores recibirán cuatro recompensas, que pueden incluir diseños o skins de armas, cajas y grafitis, y deberán seleccionar dos de estas recompensas. Además, los jugadores pueden comprar artículos cosméticos a través del Mercado de la Comunidad de Steam o a través de "La Armería", un sistema de progresión estilo pase de batalla que permite a los jugadores ganar "créditos de la Armería" y canjearlos en la Armería por varios artículos, incluidos estuches de armas, diseños de armas, pegatinas y amuletos de armas.

### Actualizaciones post-lanzamiento
El 3 de noviembre de 2023, se lanzó una actualización que introdujo de regreso la Steam Workshop, donde los usuarios pueden subir sus mapas personalizados y jugarlos en partidas privadas y servidores alojados de la comunidad.
Una actualización el 7 de febrero de 2024 añadió un creador de skins para armas, trajo de nuevo el modo de la Carrera Armamentística, además de cambiar ligeramente una mecánica de las granadas de humo, que bloquearán las fuentes de luz o iluminación en donde se instalen. La actualización también incluyó versiones revisadas de los mapas de Global Offensive "Baggage" y "Shoots", ajustes al arma Taser "Zeus" y la caja "Kilovatio", un caja que contiene 17 diseños de armas creados por la comunidad. En abril de 2024, se agregaron configuraciones de armas y vista para zurdos a Counter-Strike 2, luego de su ausencia en el lanzamiento del juego, y Dust II se agregó al grupo de mapas del modo de juego Premier, reemplazando a Overpass.
En mayo de 2024, se agregó un sistema de alquiler para la Caja Kilovatio, que permite a los jugadores que hayan obtenido una clave para la caja alquilar todos los diseños y skins de armas dentro de la misma durante una semana, junto con ajustes en la duración y propagación del fuego de las granadas incendiarias de los Antiterroristas.
En junio de 2024, se añadieron cambios en las configuraciones técnicas junto con un nuevo panel animado MVP, y se agregaron cinco mapas creados por la comunidad: "Thera", "Mills", "Memento", "Assembly" y "Pool Day", siendo este último un mapa clásico del Counter Strike 1.6.
En noviembre de 2024, se agregó una versión renovada de Train al juego, junto con cuatro mapas creados por la comunidad: "Basalt", "Edin", "Palais" y "Whistle", que reemplazaron a Thera, Mills, Memento y Assembly.

## Recepción

### Recepción de la crítica
Según el agregador de reseñas Metacritic, Counter-Strike 2 recibió críticas "generalmente favorables" de los críticos, según 14 críticas. En el agregador de reseñas OpenCritic, el juego recibió una puntuación promedio de 80, y el 86% de los críticos lo recomendaron en general.
Jake Tucker de TechRadar le dio a Counter-Strike 2 una calificación de 4 sobre 5 estrellas, resumiendo con: "El muro de ruido y violencia", Counter-Strike 2 parecerá impenetrable para los recién llegados, pero será una mejora bienvenida para los fanáticos de Counter-Strike a largo plazo. Es el mejor shooter competitivo del mercado, pero es tan difícil para los nuevos jugadores incorporarse que no será para todos". Chris Shive de Hardcore Gamer le dio al juego una calificación de 4/5, afirmando que Counter-Strike 2 es una "actualización mayoritariamente positiva de Global Offensive".
Charlie Theel de Polygon calificó a Counter-Strike 2 como "un avance significativo para la franquicia", elogiando los cambios del juego en el manejo de armas, imágenes, diseño de sonido y dirección de arte. Ed Thorn, editor de reseñas de Rock Paper Shotgun, afirmó que Counter-Strike 2 "captura lo que hace funcionar a Counter-Strike ", aunque señaló que la base del juego parecía "un poco escasa y un poco inestable" en su lanzamiento inicial, pero se sentía confiado de que Valve "tiene un FPS que reemplazará a Global Offensive con el tiempo".

### Recepción de los jugadores
Las respuestas iniciales de los jugadores fueron críticas sobre la eliminación de Global Offensive de Steam, lo que resultó en la imposibilidad de que los jugadores accedan a modos ausentes en Counter-Strike 2, como Arms Race y Danger Zone. También impidió que los usuarios de macOS jugaran, a pesar de que Global Offensive respaldaba la plataforma. Debido al contenido eliminado, el juego recibió miles de críticas negativas en Steam, la mayoría de las cuales quedaron ocultas por los 7,5 millones de reseñas realizadas anteriormente para Global Offensive, la mayoría de las cuales fueron positivas. Graham Smith de Rock Paper Shotgun comentó que Counter-Strike 2 no debería haber podido usar reseñas de Global Offensive para apuntalarse ya que los dos eran juegos diferentes, y que si las reseñas de los usuarios solo incluyeran las de Counter-Strike 2, la página de la tienda mostraría una respuesta mixta de los jugadores equivalente al 59%. 
Muchos jugadores con sistemas antiguos o de bajo rendimiento han reportado una disminución significativa del rendimiento en comparación con Global Offensive. La comunidad ha recomendado cambiar la resolución del juego (por ejemplo, 1024x768), utilizar una proporción de aspecto 4:3 y desactivar efectos visuales exigentes, como el desenfoque de movimiento y el sombreado ambiental, además de emplear configuraciones gráficas al mínimo para mejorar los FPS. Estas limitaciones generaron un gran descontento público.
El 11 de octubre de 2023, PCGamesN informó que Counter-Strike 2 se había convertido en el lanzamiento de Valve con la calificación más baja en Steam, y el rendimiento del juego y el contenido eliminado se consideraban las principales críticas de los jugadores.

### Ganancias
En enero de 2024, Eurogamer y Dot Esports informaron que Counter-Strike 2 generó un estimado de mil millones de dólares estadounidenses en ingresos a través de la venta de cajas de armas para fines de 2023, con un total de más de 400 millones de cajas abiertas durante todo ese año.

### Reconocimientos
| Año  | Premio                  | Categoría                             | Resultado | Ref.   |
| ---- | ----------------------- | ------------------------------------- | --------- | ------ |
| 2023 | Premios Golden Joystick | Premio “Still Playing”                | Nominado  | [ 76 ] |
| 2023 | The Game Awards 2023    | Mejor Juego Esports                   | Nominado  | [ 77 ] |
| 2024 | Premios Golden Joystick | Premio “Still Playing” – PC y Consola | Nominado  | [ 78 ] |
| 2024 | The Game Awards 2024    | Mejor Juego Esports                   | Nominado  | [ 79 ] |